# Herezija
Herezíja je izraz za krivoverstvo, krivo vero. Kdor uči ali zagovarja krivo vero, je herétik. Izraz herezija najpogosteje uporabljamo za krivo vero v okviru krščanstva - torej za krščansko verovanje, ki se ne sklada s prepričanjem večine kristjanov.
Beseda herezija izhaja iz grške besede starogrško αἵρεσις, hairesis (starogrško αἱρέομαι, haireomai - izbrati), kar pomeni ali izbira prepričanj ali struja vernikov.
Mnogokrat v zgodovini so heretike preganjali zaradi pomanjkanja strpnosti prevladujoče Cerkve (verstva) do ostalih ločin oziroma verskih skupnosti. V antiki  je eden vidnejših primerov preganjanje kristjanov v prvih stoletjih krščanstva. Cesarji, kot so Neron, Domicijan, Decij, Valerijan in Dioklecijan so imeli krščanstvo za tujek, ki ga je treba odstraniti v prid državne religije. 
Prav tako pa je zatem tudi krščanska Cerkev preganjala heretike. Sveti Avguštin, Irenej Lyonski in drugi so z razpravami bíli bitke proti gnosticizmu,  arianizmu, manihejstvu, donatizmu, pelagijanstvu. V srednjem veku so bili sporni albižani, katari, bogomili, v novem veku husiti, itd. 
V moderni družbi in državah tovrstnih nasprotij več ni, saj so verske skupnosti med seboj enakopravne in ločene od države, kar je urejeno z zakoni. Pripadnikov sodobnih verskih skupnosti ne imenujemo več heretiki.